# Kunstroof
Kunstroof is het stelen van kunstwerken uit musea, kluizen of huizen. 
Kunstroof op grote schaal werd in 2003 gepleegd in het Nationaal Museum van Irak in Bagdad met de ontvreemding van 15 000 stukken. Ook werden onbewaakte archeologische sites in Irak en Afghanistan bezocht door dieven.
In februari 2011 ontvreemdden betogers in het Egyptisch Museum van Caïro tijdens de protesten tegen president Moebarak twee faraobeeldjes en plunderden er de giftshop.
In het voorjaar 2011 werden historische sites en opslagplaatsen van opgravingen in Egypte aangevallen en leeggeroofd door georganiseerde gewapende bendes door afwezigheid van een aangepaste bewaking. De gespecialiseerde politiemacht is ondertussen volledig ontmanteld omdat zij met het Moebarak-regime werd vereenzelvigd.
Eind september 2011 werd het nationaal museum van Ivoorkust systematisch beroofd voor ruim 6,3 miljoen euro aan kunstwerken. Daarbij nam men de hele goudcollectie mee, waaronder kostbare 17e-eeuwse stukken.
Op 25 mei 2011 werd een belangrijke kunstcollectie uit de Oudheid, de Benghazischat geroofd uit een bankkluis in Benghazi. Deze collectie omvat 7700 antieke gouden, zilveren en bronzen Griekse en Romeinse munten, driehonderd juwelen en kleine standbeelden. De collectie kwam voort uit de tempel van Artemis in de stad Cyrene, destijds een grote Griekse nederzetting in Noord-Afrika. 
Tijdens de gevechten in Libië in 2011 werden een mozaïek en drie Romeinse vazen gestolen uit een museum in Susa.
In februari 2015 vernielden en roofden ISmilities historisch waardevolle artefacten uit een museum te Mosul. Deze kunstwerken worden verder verhandeld op de zwarte markt.

## Bekende gevallen van kunstroof in Nederland
| Museum             | Datum           | Details |
| ------------------ | --------------- | --- |
| Van Gogh Museum    | 8 december 2002 | Twee schilderijen van Vincent van Gogh (Kerk van Nuenen met kerkgangers en Zeegezicht Scheveningen) werden ontvreemd. Twee mannen werden veroordeeld voor deze diefstal, maar de schilderijen werden pas in 2016, toen de veroordeelden hun straf al hadden uitgezeten, teruggevonden bij de Napolitaanse maffia. Het Kunstteam (Art Crime Team) van de Amerikaanse FBI schat hun gezamenlijke waarde op $30 miljoen.          |
| Westfries Museum   | 10 januari 2005 | 's Nachts werden bij een inbraak 21 schilderijen meegenomen, waaronder een jeugdwerk van Jan van Goyen en De Grashaven van Matthias Withoos. Ook een deel van de zilvercollectie was ontvreemd. De schade liep in de miljoenen euro's. |
| Kunsthal Rotterdam | 16 oktober 2012 | Zeven schilderijen werden gestolen uit de Kunsthal, Monet: Waterloo Bridge, London en Charing Cross Bridge, London, Picasso: Tête d'Arlequin, Gauguin: Femme devant une fenêtre ouverte, dite la Fiancée, Matisse: La Liseuse en Blanc et Jaune, De Haan: Zelfportret en Lucian Freud: Woman with Eyes Closed. Er was 's nachts alleen technische bewaking geweest. Vermoedelijk zijn de schilderijen na de diefstal verbrand. |
| Drents Museum      | 25 januari 2025 | Tijdens de nacht braken na het forceren van een deur en een grote explosie zeker drie mannen in en namen de helm van Coțofenești en drie gouden armbanden mee. Zie: Kunstroof in het Drents Museum. |

## Bekende gestolen kunstwerken
De volgende kunstwerken, gestolen uit verschillende musea, zijn (nog) niet teruggevonden.

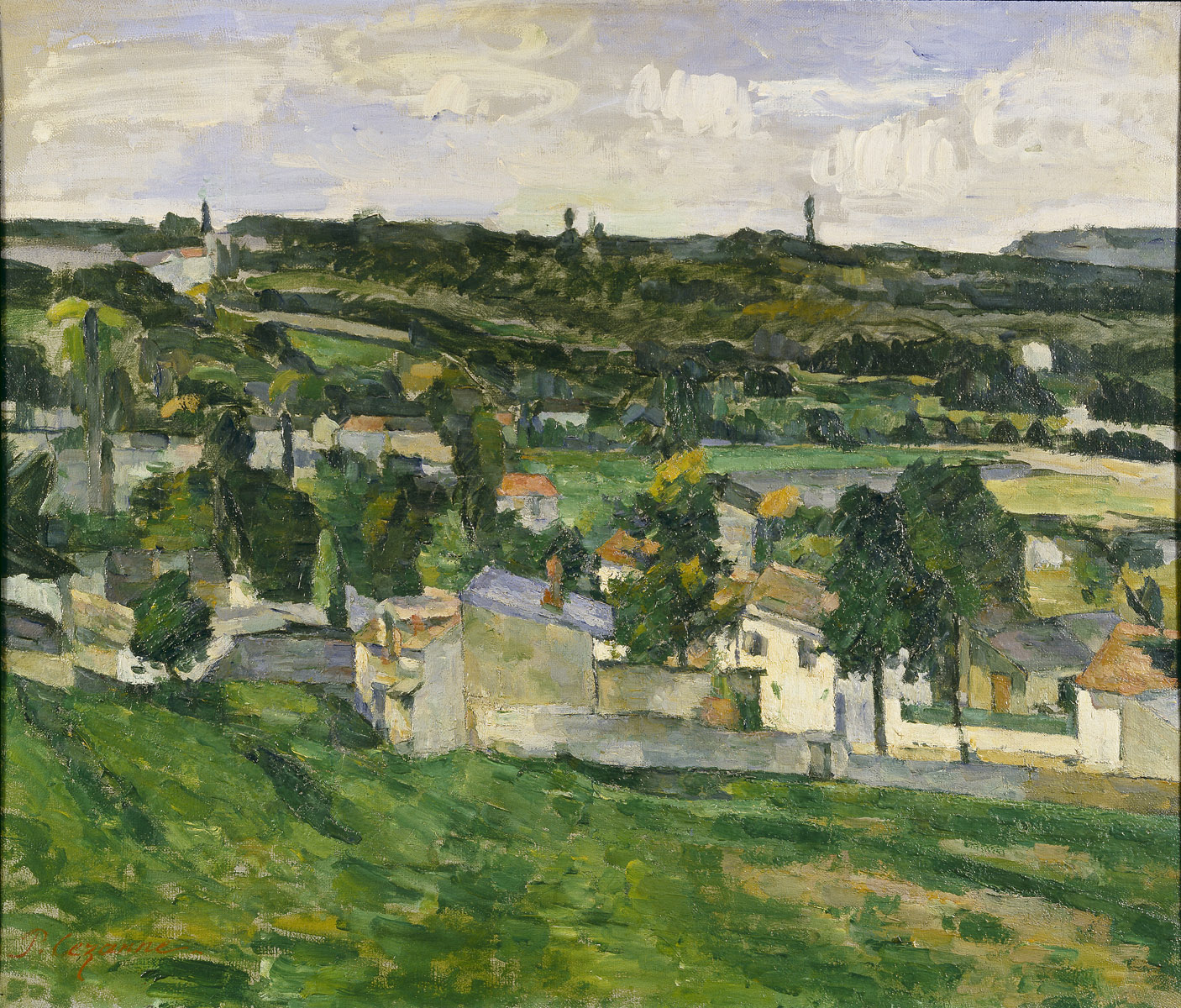
Paul Cézanne, Gezicht op Auvers-sur-Oise. In 1999 gestolen uit het Ashmolean Museum, Oxford
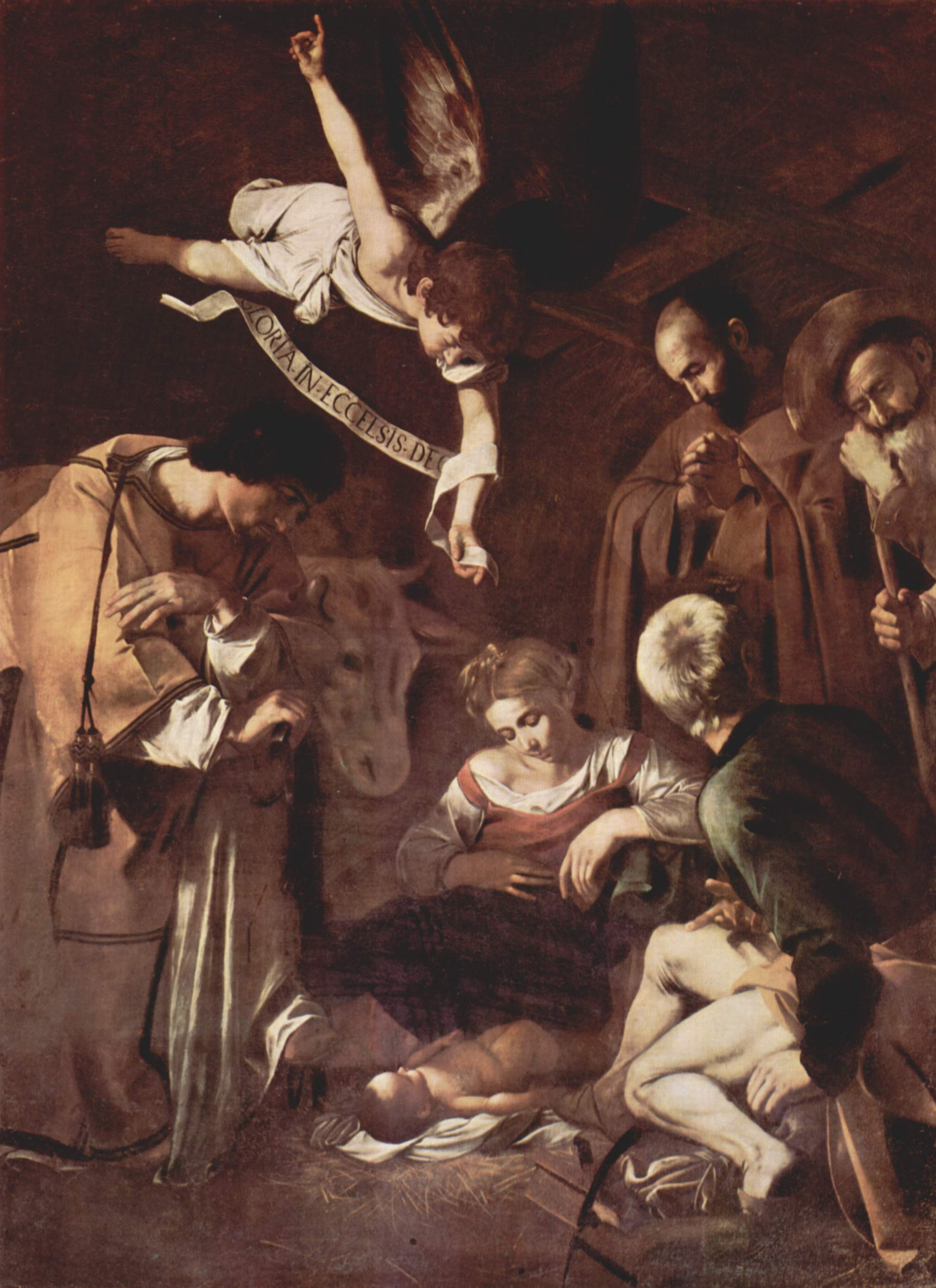
Caravaggio, Geboorte van Christus met de heiligen Franciscus en Laurentius van Rome. In 1969 gestolen uit het Oratorio di San Lorenzo, Palermo.
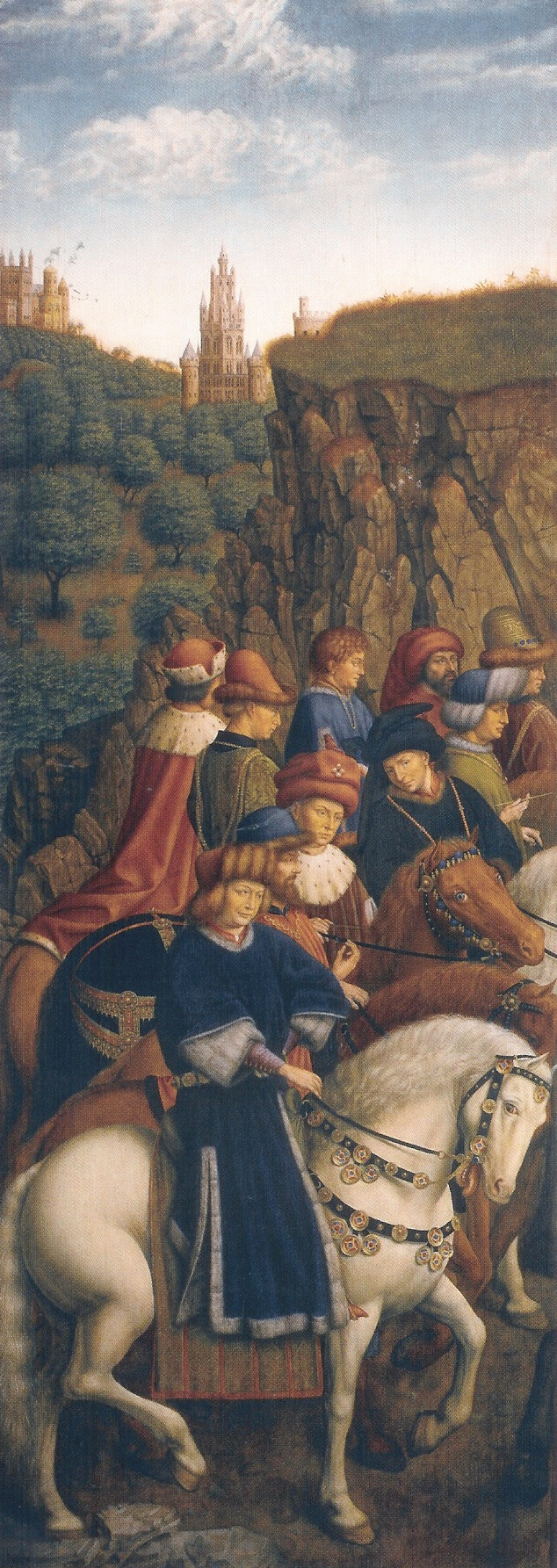
Jan van Eyck: De rechtvaardige rechters (paneel). Deel van Het Lam Gods (Gebroeders Van Eyck). Gestolen in 1934.
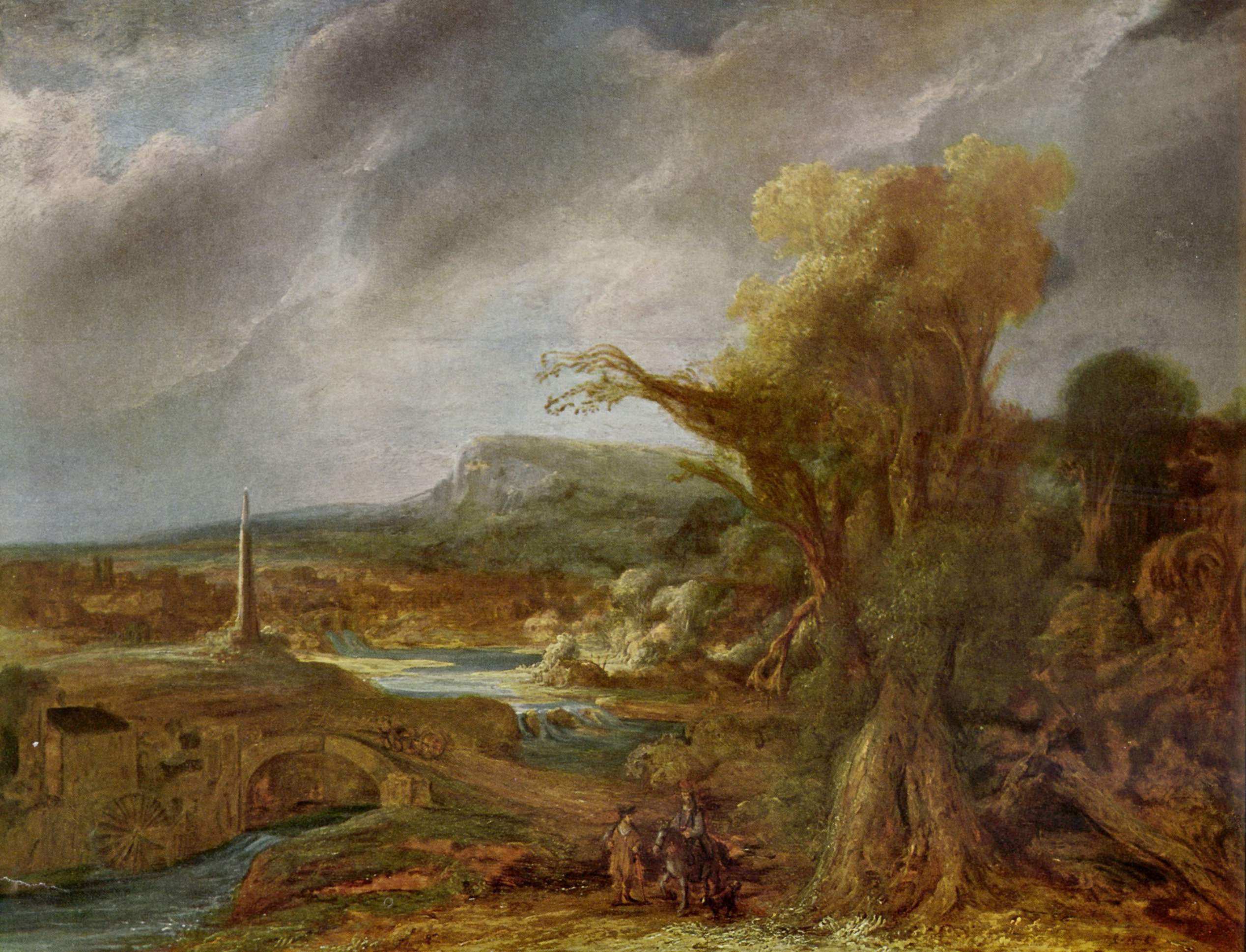
Govert Flinck, tot voor kort toegeschreven aan Rembrandt: Landschap met obelisk (1638). In 1990 gestolen uit het Isabella Stewart Gardner Museum.
Caspar David Friedrich: Landschaft mit Regenbogen (rond 1810). Zoek sinds 1945.
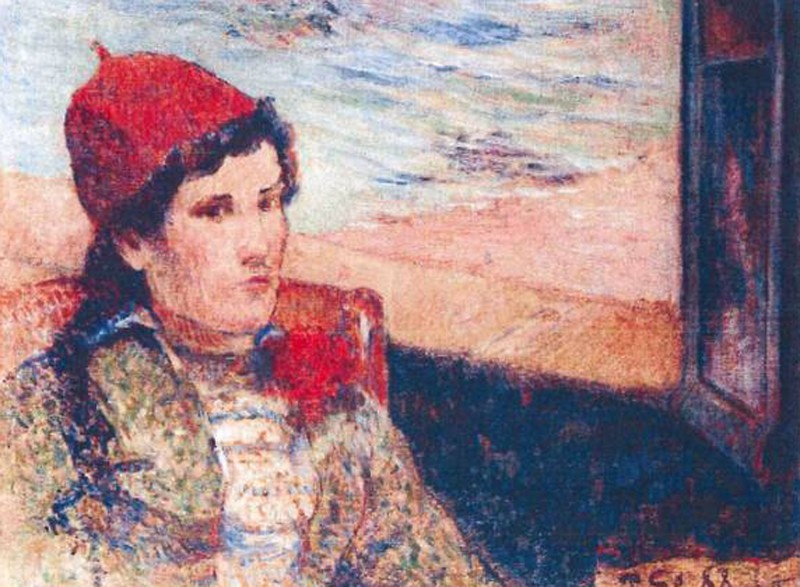
Paul Gauguin: Femme devant une fenetre ouverte dite la Fiancee. In 2012 gestolen uit de Kunsthal Rotterdam.
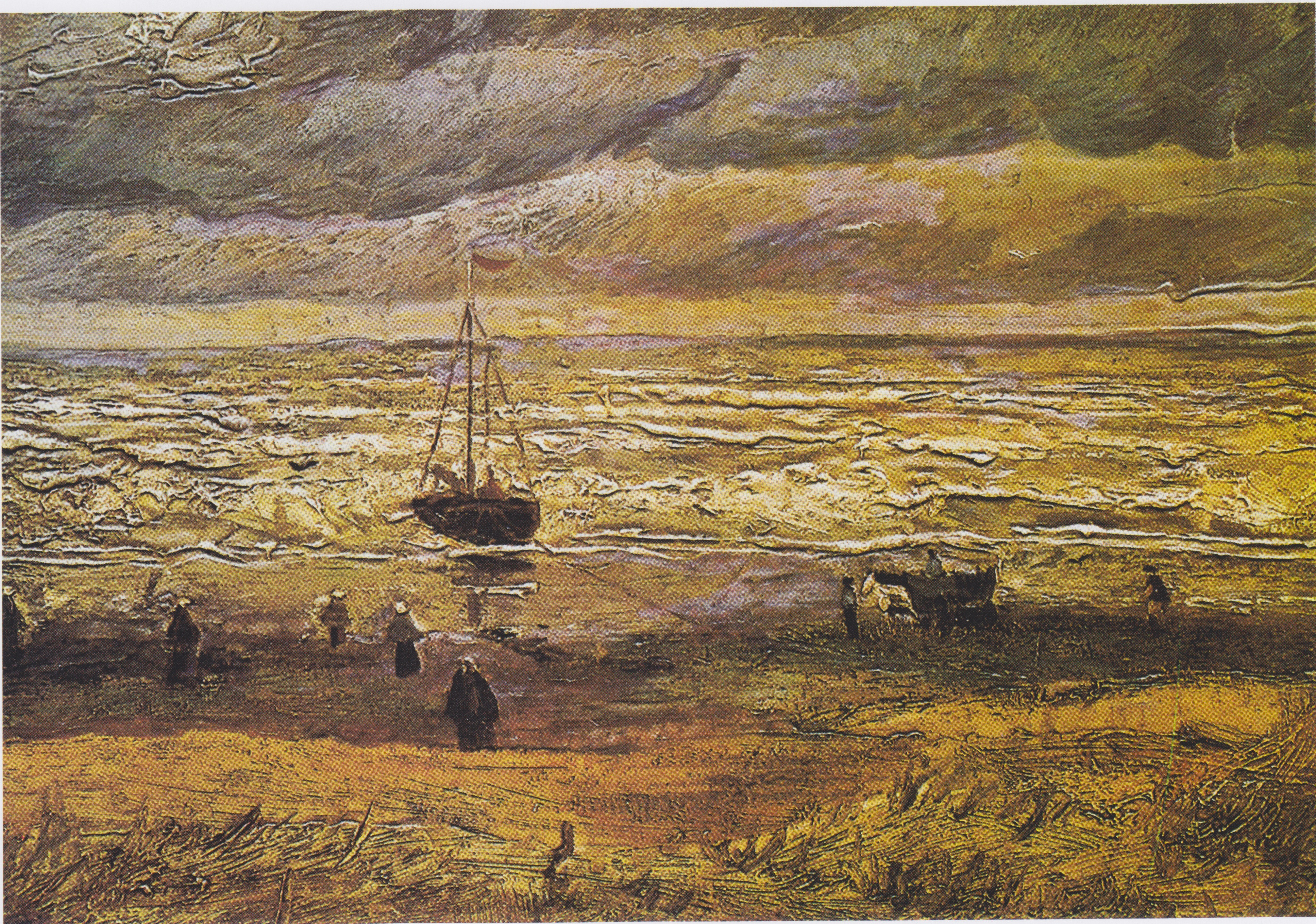
Vincent van Gogh: Strand van Scheveningen (1882). In 2002 gestolen uit het Van Gogh Museum. In 2016 terug gevonden in een woning in de Italiaanse gemeente Castellammare di Stabia vlak bij Napels.
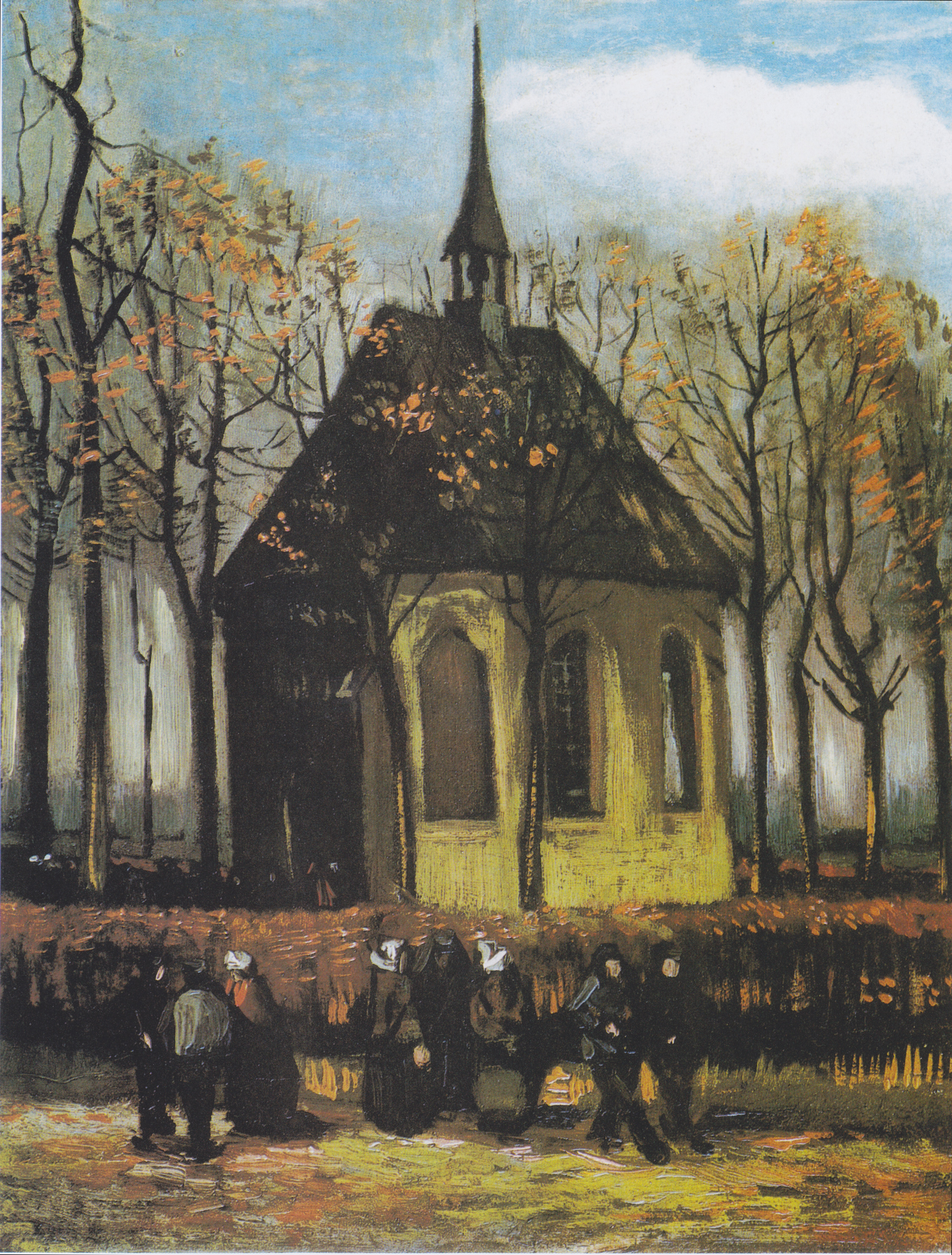
Vincent van Gogh: Kerk van Nuenen met kerkgangers (1884). In 2002 gestolen uit het Van Gogh Museum. In 2016 terug gevonden in een woning in de Italiaanse gemeente Castellammare di Stabia vlak bij Napels.
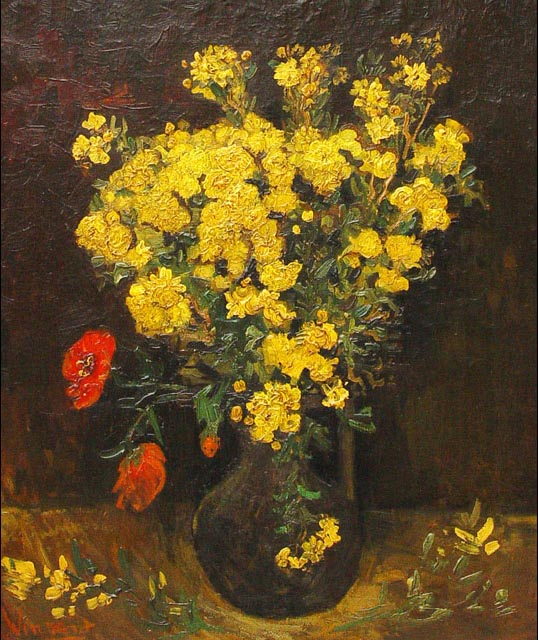
Vincent van Gogh: Vase with poppies/Vase with Viscaria/Vase with Lychnis (1886). In 2010 gestolen uit het Mohammed Mahmoud Khalil Museum, Caïro
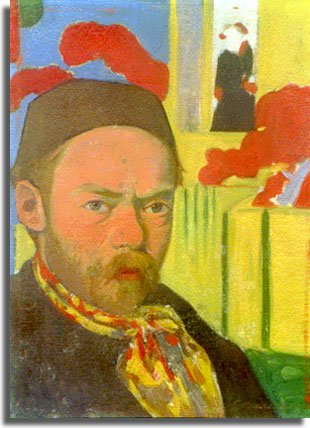
Meijer de Haan: Zelfportret (1889-91). In 2012 gestolen uit de Kunsthal Rotterdam.
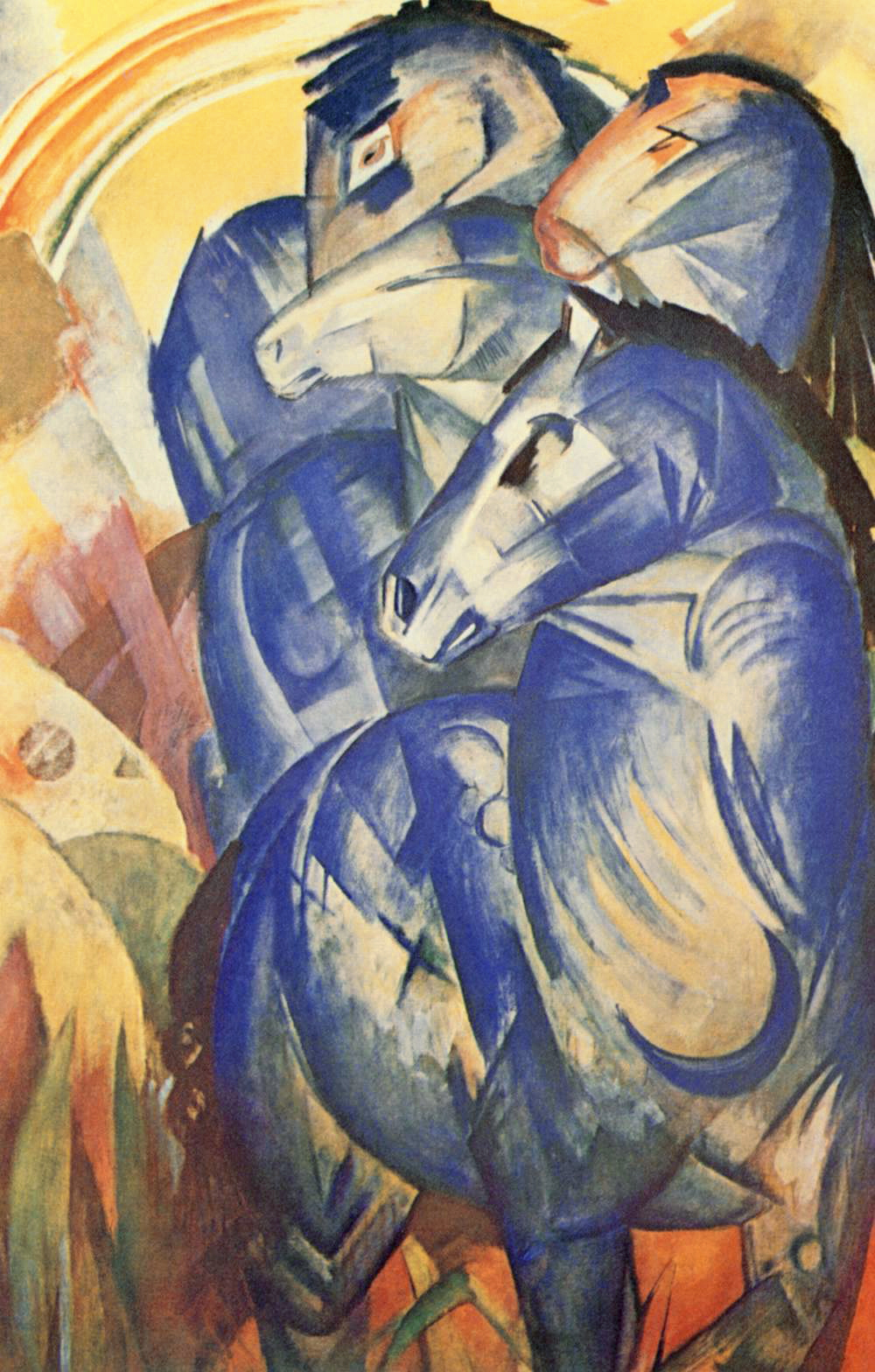
Franz Marc: Der Turm der blauen Pferde 1913 (vermist sinds 1945)
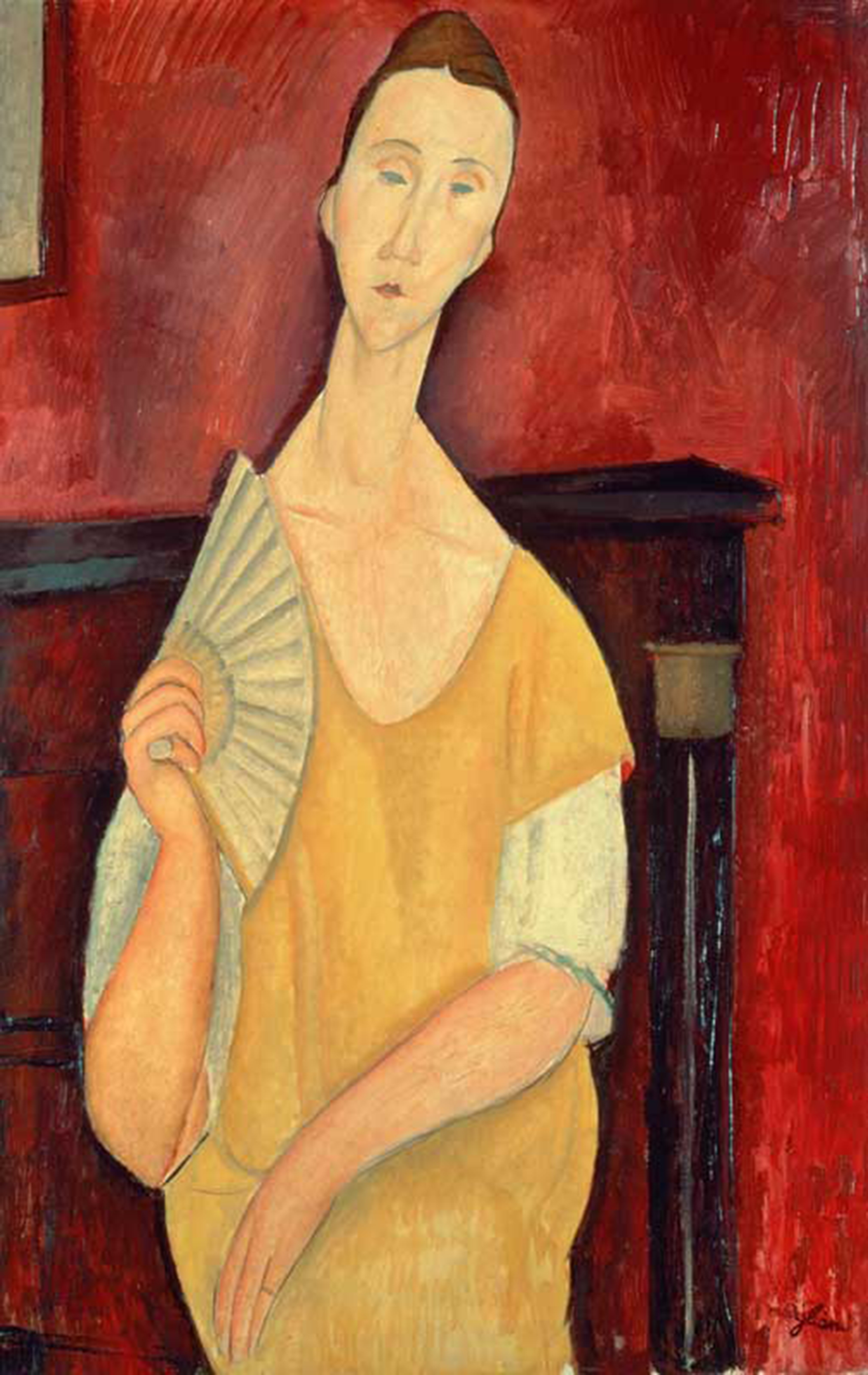
Amedeo Modigliani: La Femme à l'éventail (1919). In 2010 gestolen uit het Musée d'Art Moderne de la Ville de Paris.
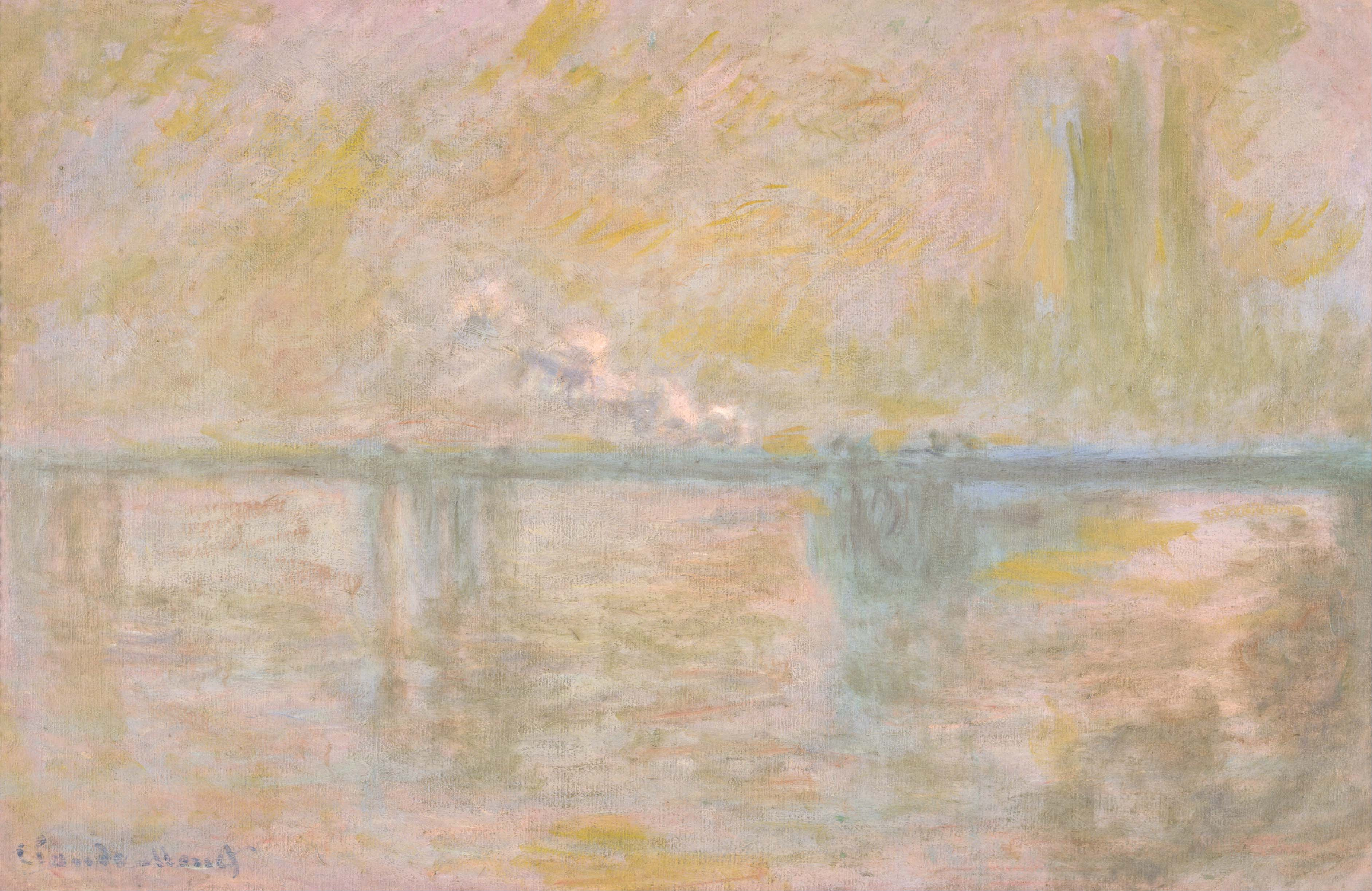
Claude Monet: Charing Cross Bridge in London 1902. In 2012 gestolen uit de Kunsthal Rotterdam.
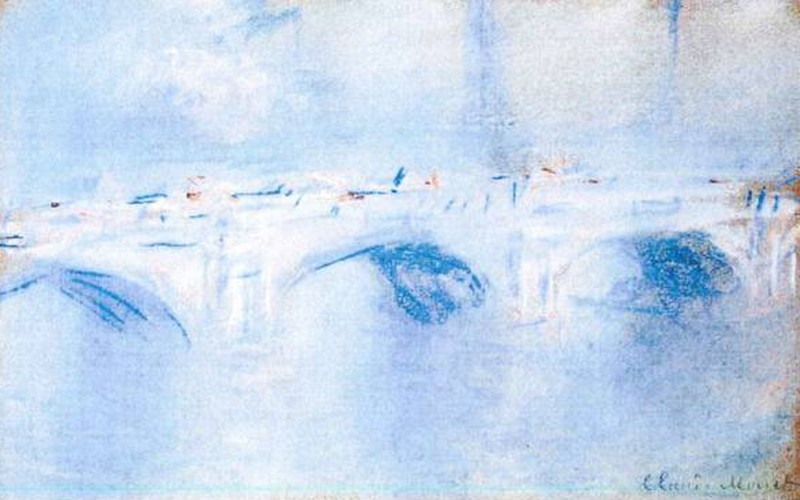
Claude Monet: Waterloo Bridge. In 2012 gestolen uit de Kunsthal Rotterdam.
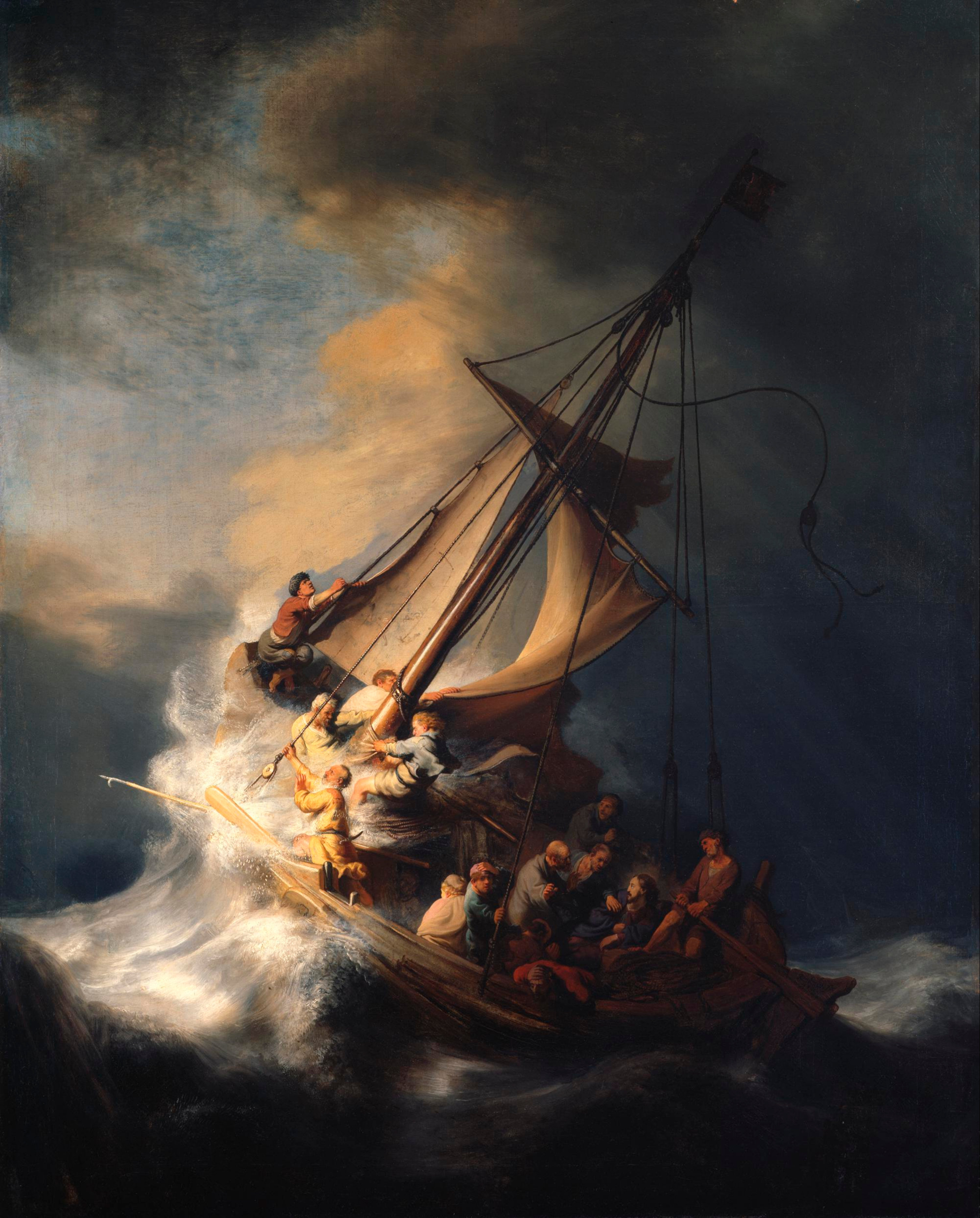
Rembrandt: Christus in de storm op het meer van Galilea (1633). In 1990 gestolen uit het Isabella Stewart Gardner Museum.
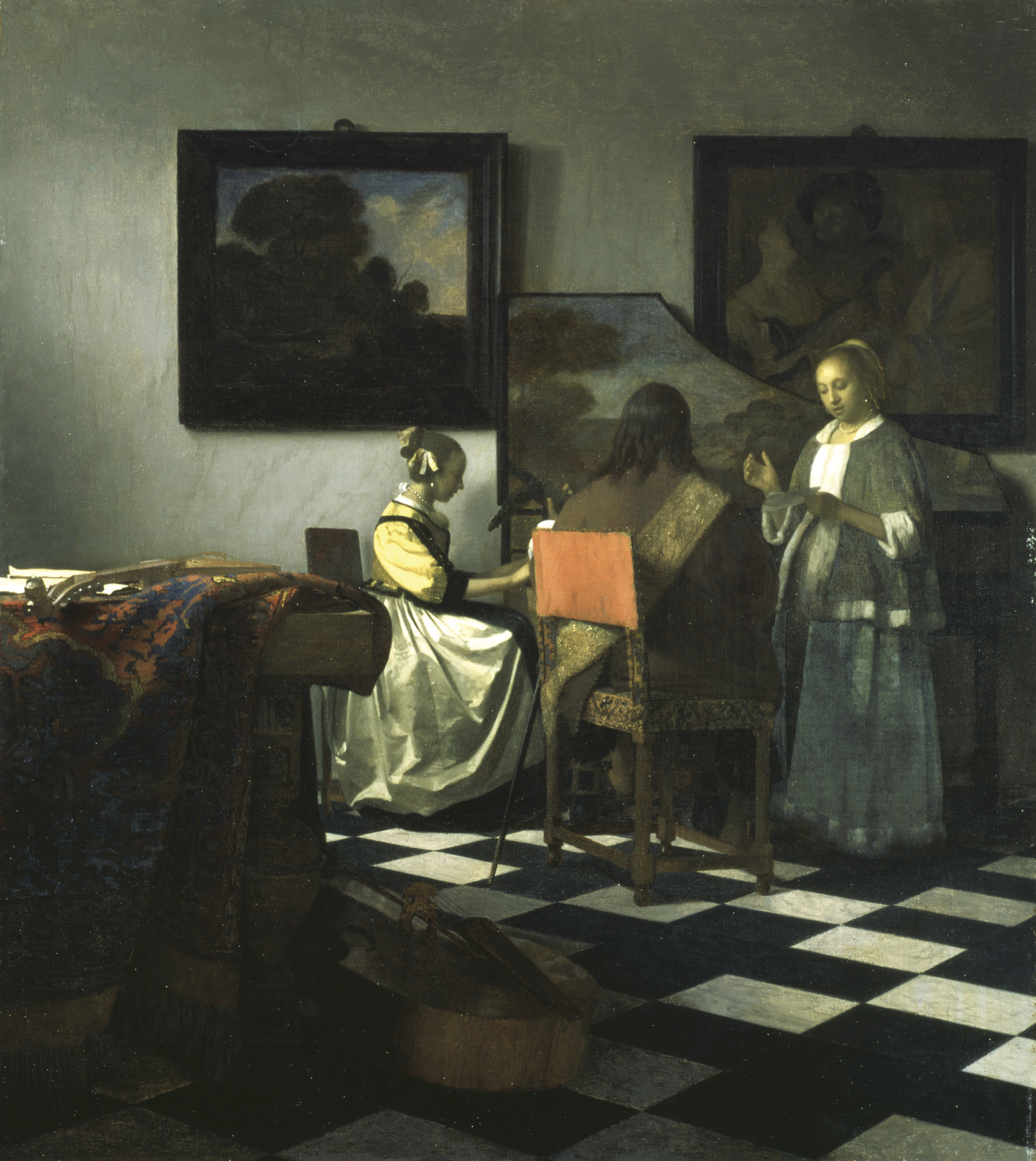
Johannes Vermeer: Het concert (circa 1658–1660). In 1990 gestolen uit het Isabella Stewart Gardner Museum.
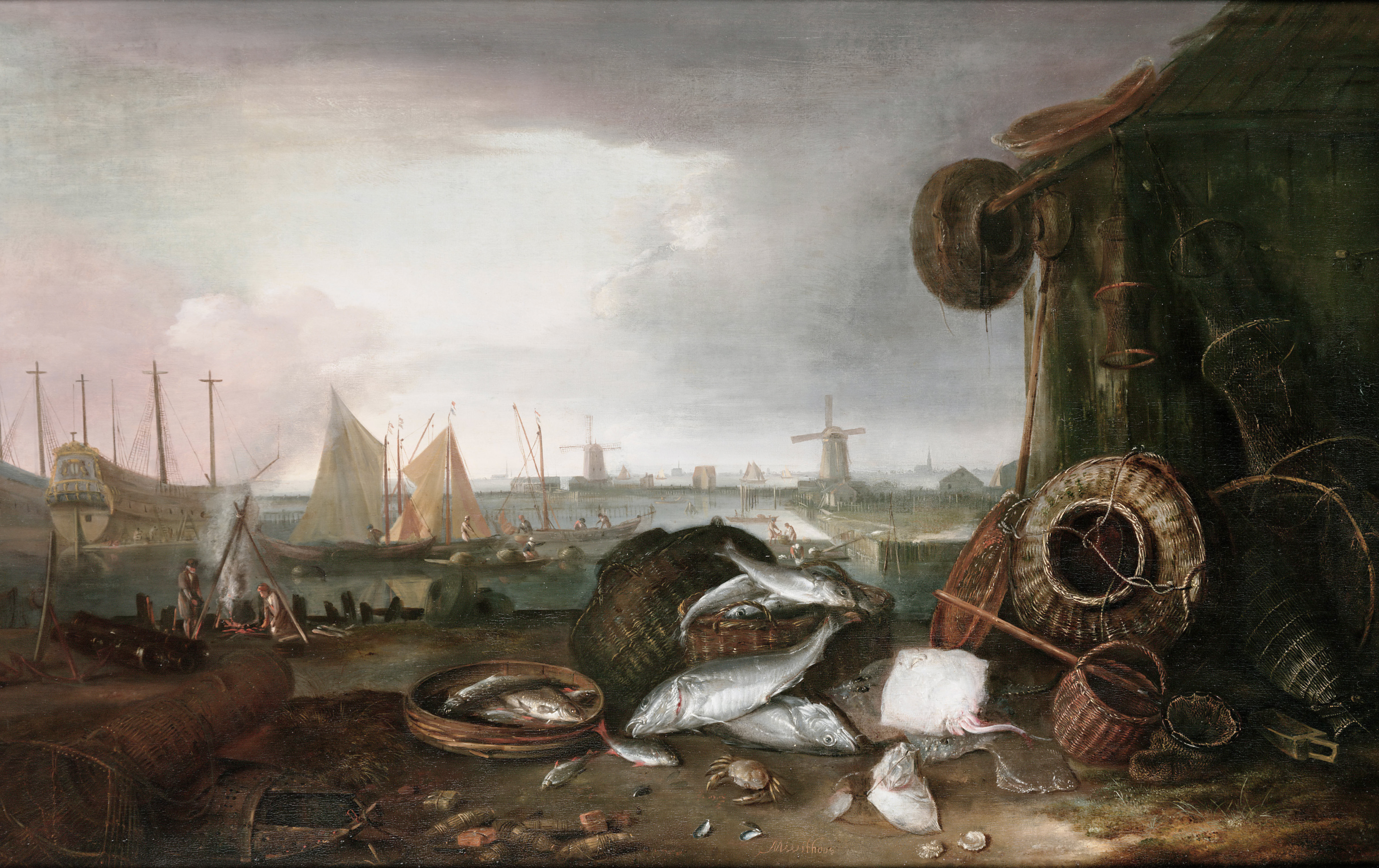
Matthias Withoos: De Grashaven, in 2005 gestolen uit het Westfries museum.
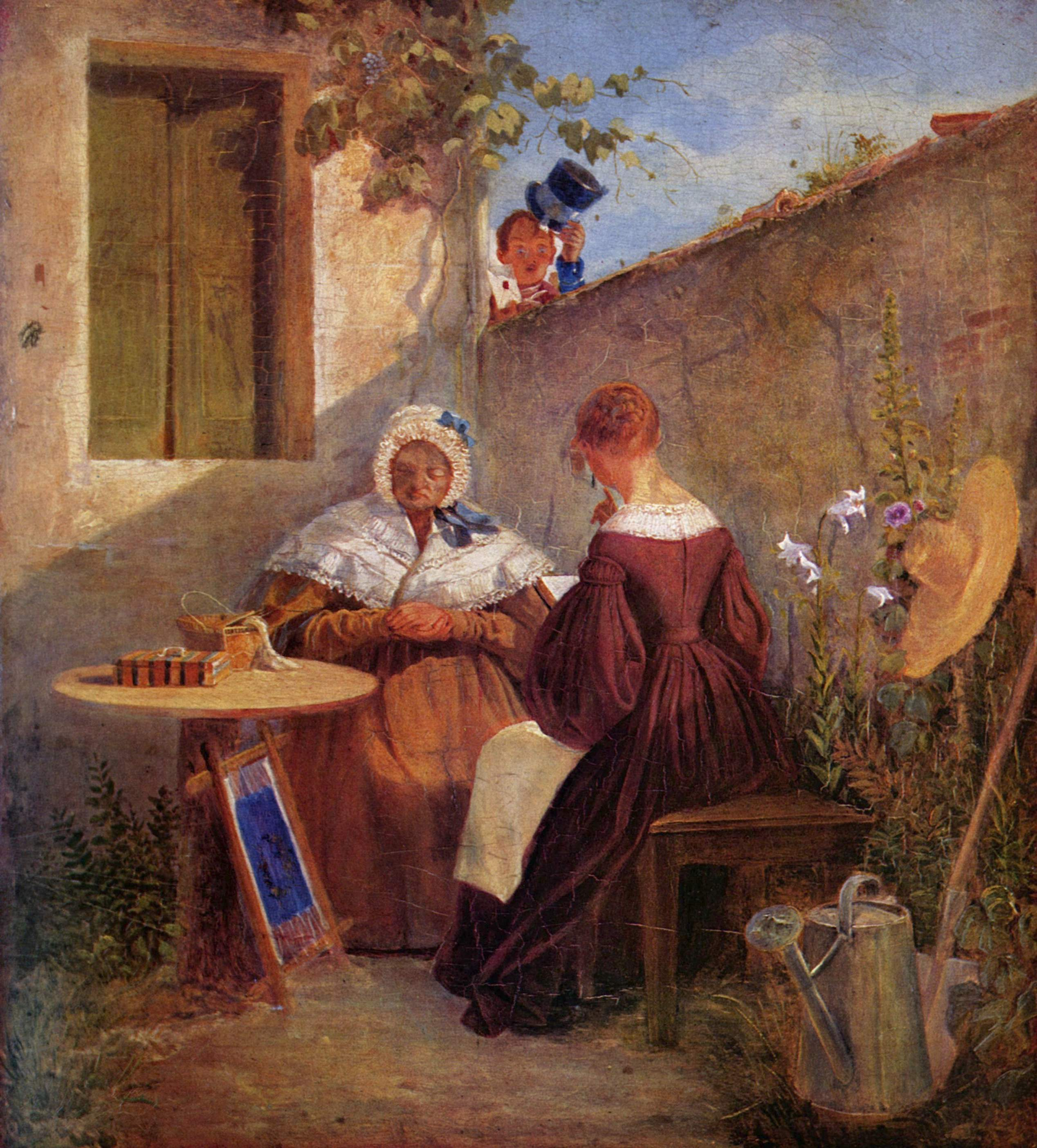
Carl Spitzweg: Der Liebesbrief, op 3 september 1989, samen met een versie van Der arme Poet uit Slot Charlottenburg van de wand gerukt.
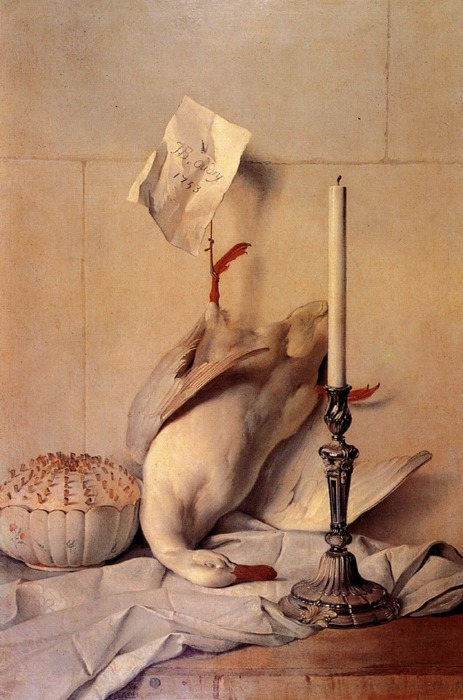
Jean-Baptiste Oudry: The White Duck (1753), in 1990 gestolen uit Houghton Hall
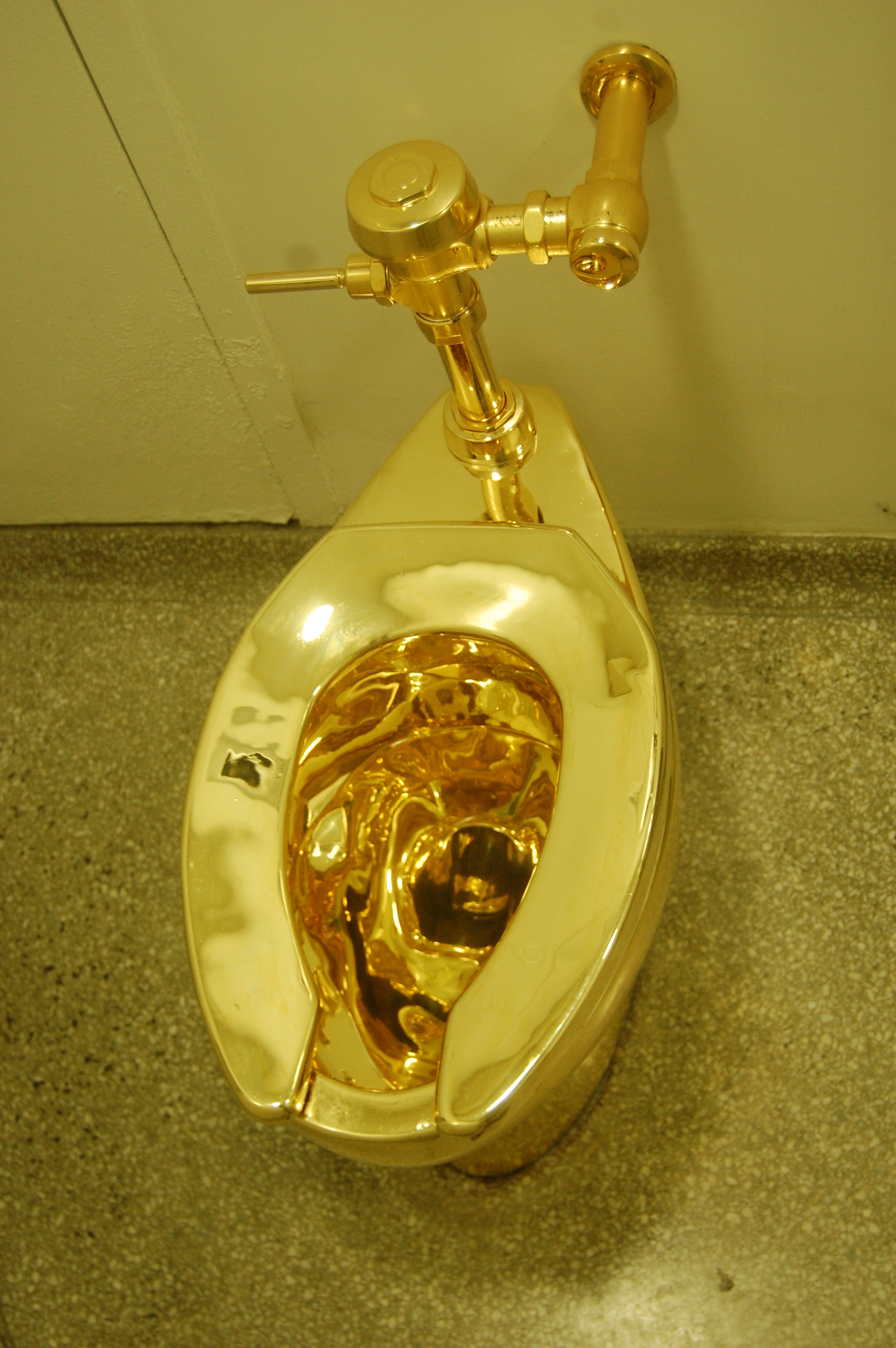
Maurizio Cattelan: America, in 2019 gestolen uit Blenheim Palace
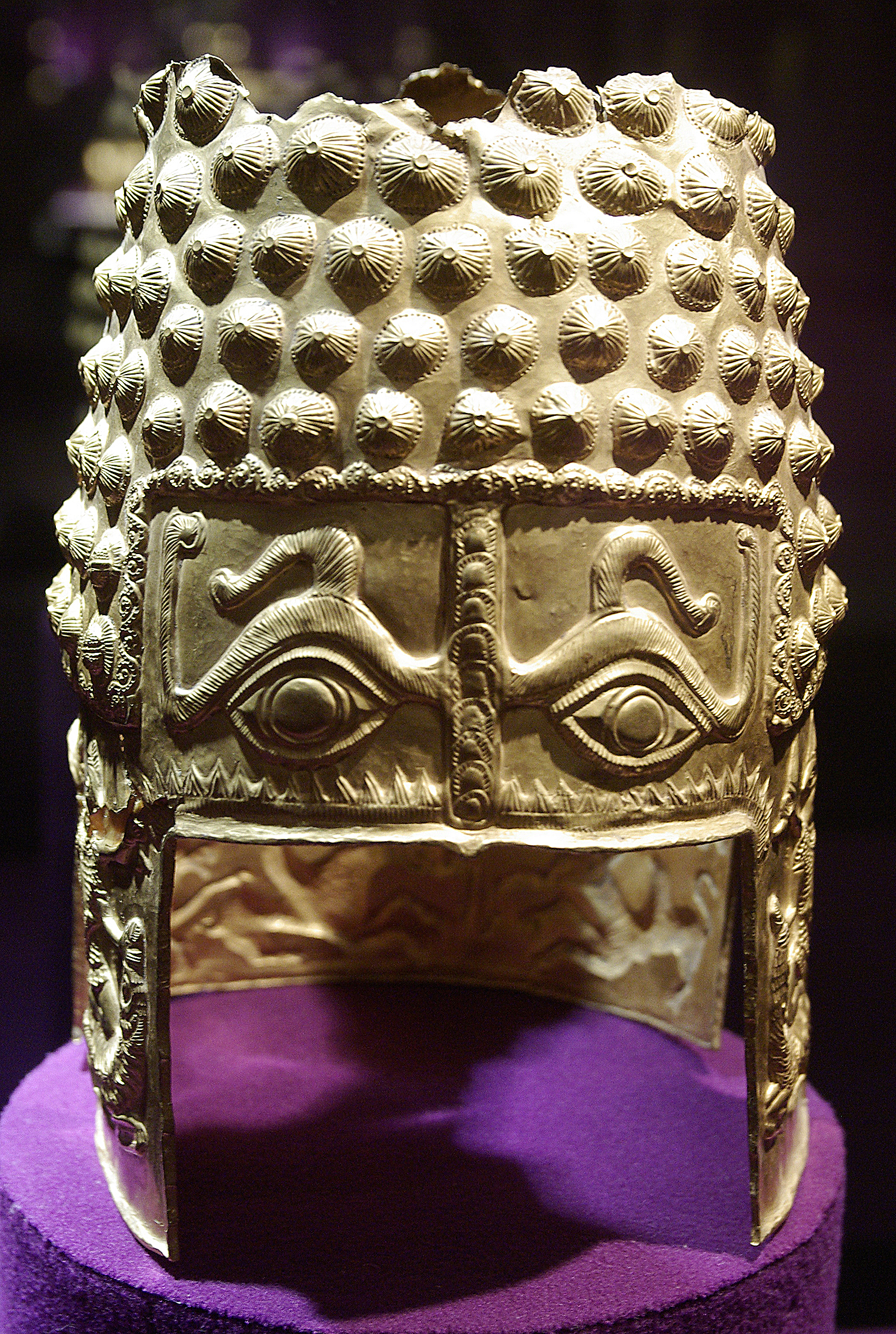
De Helm van Coțofenești gestolen in 2025 uit het Drents Museum.

## Fictie
Kunstroof is een geliefd thema in films en detective-romans.
- In Entrapment (1999) haalt een oude meesterdief een verzekeringsagent over om mee te doen met een kunstdiefstal.
- In Ocean's Twelve (2004) komt een diefstal van vier schilderijen voor, onder meer Danseuses bleues van Edgar Degas, maar de film draait om een wedstrijd om een Fabergé-ei te ontvreemden.
- In de stripreeks Franka spoort zij gestolen kunst op.

## Varia
Strikt genomen is de benaming kunstroof niet juist voor de meeste gevallen waarin deze term wordt gebezigd, daar roof en beroving gelden als termen voor diefstal met geweld, terwijl het bij de meeste gevallen die als kunstroof worden aangeduid doorgaans geen geweldpleging doch daarentegen insluiping, inklimming of inbraak betreft.